# Blăjel
Blăjel (Hongaars: Balázstelke, Duits: Klein Basendorf) is een Roemeense gemeente in het district Sibiu.
Blăjel telt 2363 inwoners.